# АЕ Прат
АЕ Прат (ісп. AE Prat) — каталонська футбольна команда з міста Ал-Прат-да-Любрагат у провінції Барселона. Клуб заснований в 1945 році, домашні матчі проводить на стадіоні «Сан'єр», який вміщає 500 глядачів. У Примері та Сегунді команда ніколи не виступала, найкращим здобутком є 12-е місце в Сегунді Б в сезоні 2012/13.

## Історія виступів
| Роки    | Дивізіон           | Місце | Кубок Іспанії |
| ------- | ------------------ | ----- | ------------- |
| 1945–84 | Місцевий           | —     |               |
| 1984/85 | Терсера            | 16-е  |               |
| 1985/86 | Терсера            | 9-е   |               |
| 1986/87 | Терсера            | 18-е  |               |
| 1987–02 | Місцевий           | —     |               |
| 2002/03 | Терсера            | 16-е  |               |
| 2003/04 | Каталанський       | —     |               |
| 2004/05 | Каталанський       | —     |               |
| 2005/06 | Терсера            | 12-е  |               |
| 2006/07 | Терсера            | 18-е  |               |
| 2007/08 | Каталанський       | —     |               |
| 2008/09 | Терсера            | 8-е   |               |
| 2009/10 | Терсера            | 4-е   |               |
| 2010/11 | Терсера            | 9-е   |               |
| 2011/12 | Терсера            | 1-е   |               |
| 2012/13 | Сегунда Дивізіон Б | 12-е  |               |
| 2013/14 | Сегунда Дивізіон Б | 17-е  |               |
| 2014/15 | Терсера            |       |               |